# Коренські з Терешова
Коренські з Терешова (чеськ. Kořenští z Terešova, нім. Korensky von Teressau) — давній чеський панський рід, який пізніше отримав титул графів. Походять вони з Терешова на Пльзеньщині.

## Історія
Перша згадка належить до 1411 р., коли Петро з Терешова отримав Качеров і Олешно в Пласах, а згодом до родинних маєтків приєднався Радинь.
Рід розділився на дві гілки: перша тримала Незнашов, вони також володіли Радоміліце, Седлець і Лажани. Друга лінія посідала Вглаву, Седло, Комарице, Остроловський повіт і Зборов.
Найбільшого розвою династія панів Коренських з Терешова досягла в XVII столітті. Йозип Коренський з Терешова був крайовим суддею, а в молодості воював проти турків, потім працював гетьманом (намісником) Пардубиці, бургграфом Градецького краю та головним регентом імперських маєтків. Він придбав Лідеріце, Мезіржич і Глініце. Його син Вацлав Францішек був гетьманом Бегінського краю та головою цісарської ради. У 1676 році йому підтвердили панський стан. Його син Ян у 1705 році отримав титул графа.

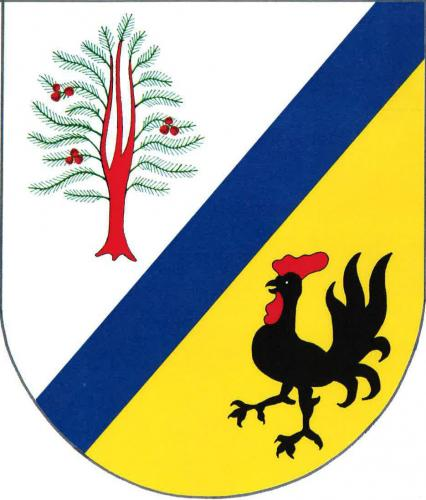
Герб міста Терешова

Рудольф Йозеф († після 1739) був імперським коморником, головою апеляційної ради, організовував коронацію Карла VI, як Чеського короля, в 1723 р. отримав спадкову придворну посаду найвищого хоруговника Чеського королівства. Його нащадки працювали у чеській королівській канцелярії, один з яких був призначений віцеканцлером у середині 1830-х років.
Частина родини жила в Моравії, де члени династії займали різні посади.
У 18 столітті рід вимер по чоловічій лінії.
Гербом роду був: у золотому щиті чорний півень з червоним гребенем стоїть на правій нозі, ліва кінцівка піднята. Після отримання титулу графа на гербі з'явився коронований імператорський орел.
Представники роду були поріднені з панами з Гробчицькими з Гробчиць, Ворачицькими з Пабениць, Секерками з Седчиць, Фюнфкіргенами, панами з Лісова, панами з Влчовіць та панами з Гребене.